# Tizenhárom okom volt
A Tizenhárom okom volt Jay Asher regénye, amely 2007-es amerikai megjelenése után rögtön bestseller lett. A könyvet több országban is kiadták, például Franciaországban, Hollandiában, Lengyelországban, de még Indonéziában és Izraelben is.

## Történet
Amikor a középiskolás Clay Jensen hazaér az iskolából, a verandán egy cipős dobozt talál, amin az ő neve áll. A fiú mit sem sejtve kinyitja a dobozt, amiben – nagy meglepetésére – kazetták vannak. Miután a fiú keres egy magnót, elkezdi hallgatni az első számú kazettát.
Ami azután történik, az mindent megváltoztat. A kazettákat Hannah Baker készítette. A lány két héttel korábban öngyilkosságot követett el.
Clay nagyon összezavarodott, ugyanis Hannah a kazetta elején elmondja, hogy ez a csomag azokhoz jut el, akiknek valami közük volt a halálához. Clay ezután egész éjszaka a várost járja, a kazettákat hallgatja és megtudja az igazságot a lány halálával kapcsolatban.

## Magyarul
- Tizenhárom okom volt...; ford. Farkas Orsolya; Könyvmolyképző, Szeged, 2010 (Vörös pöttyös könyvek)

## Filmadaptáció
2011. február 8-án bejelentette a Universal Pictures, hogy megvette a jogokat a filmkészítéshez, s Selena Gomez játssza majd Hannah Bakert. Végül film helyett sorozat készült, ami 2017-ben jelent meg a Netflixen, Hannah Bakert Katherine Langford játszotta benne.